# グローバルアリーナ
グローバルアリーナは、福岡県宗像市吉武地区にある多目的宿泊スポーツ研修施設である。

## 概要
福岡県道29号直方宗像線沿い、鞍手町との境界である猿田峠に近い、吉留にある。管理・運営は「株式会社グローバルアリーナ」（設立：1999年7月・開業：2000年4月）。株式会社サニックスの創業者である宗政伸一が、私費（株式公開時に得た創業者利益）で「青少年育成に貢献できるものを」と建設。「自己責任」「協調性」「挑戦」の精神で、自立心あふれる青少年の育成を使命としている。
グラウンド6面・テニスコート11面・フットサルコート2面、体育館と武道場をはじめ、宿泊や飲食の施設もあり、福岡県内外・海外からもラグビーやサッカー、テニス、剣道等の青少年かシニアまで、幅広い年齢層の団体が大会及び合宿のために訪れる。
また、運動以外にも、会議室を利用して社員研修や勉強合宿、レクリエーショなどで、企業と学校からも利用が多くある。
プロスポーツでは、ジャパンラグビーリーグワンの宗像サニックスブルース（旧：サニックスラグビー部 ⇒ 福岡サニックスボムズ⇒サニックス、2022年をもって活動終了）とトップキュウシュウのJR九州サンダース本拠地としても有名。その他、2013年にラグビー日本代表が合宿で利用し、2017年に、ミクニワールドスタジアム北九州オープニングゲームに伴うサンウルブズの合宿が行われた。
また、Jリーグの練習試合アビスパ福岡対京都パープルサンガやレノファ山口FCのトレーニングマッチも過去に行われたことがある。2008年には横浜FCがミニキャンプ（宗像合宿）を実施した。
過去には、JBLスーパーリーグに参戦していた福岡レッドファルコンズが練習拠点として使用していた。
2001年から2006年まで、シングルスとダブルスでのテニス国際トーナメント大会のSANIXフューチャーズトーナメントが開催されていた。
また、2005年に行われたねんりんピック福岡大会では、ラグビー競技の試合会場だった。
2020年東京オリンピック関連で、宗像市がブルガリア柔道代表とロシア女子ラグビーセブンズ代表 のホストタウンに認定され、それぞれの事前トレーニングキャンプを受け入れている。ブルガリア柔道代表は、2017年12月から計5回で、ロシア女子ラグビーセブンズ代表は、2018年4月から計2回で実施。
その他、青少年の年齢層でも体験できる海外チーム出場の国際大会の会場として知られている。その先駆けのサニックスワールドラグビーユース交流大会は2000年に始まり、主なものとしては、2003年にスタートのサニックス杯国際ユースサッカー大会、サニックス新体操団体選手権（2012年から国際大会に）とサニックス旗福岡国際中学生柔道大会、2008年からのサニックスカップU-17国際ハンドボール交流大会、2017年からのサニックスOpen新体操チーム選手権がある（下記参照）。
スポーツ以外では、2001年から毎年開催されるSANIX Presents グローバルアリーナ・ブルガリアフェスティバルでは、ブルガリアの音楽、民族舞踊と食文化の紹介や、来日中のカザンラック民族舞踊団の国際交流が行われる。
2004年夏からはグローバルアリーナで全国の有望な青少年・少女を集めた日本の次世代リーダー養成塾が開催されており、元マレーシア首相のマハティール・ビン・モハマドが講演の為に訪問している。
2017年9月に「宗像フェス 〜World Heritage Munakata〜」と会場となった。

## 主なイベント

### サニックスワールドラグビーユース交流大会
2000年から毎年4月28日～5月5日の間で開催される。出場高校チームは、国内8チーム・海外8チームの計16チームが予選リーグで4つのプールに分けられ、お互いに3試合ずつを行う。その戦績により、それぞれ1位〜8位決定トーナメントと9位〜16位決定トーナメントに進出する。
2009年の第10回大会には20チームが参加し（国内11チーム・海外9チーム）、予選リーグで5つのプールに分けられた。上位8チームによるトーナメントの結果、フランスのダックスランドハイスクールが優勝。フランス代表のチームの優勝は初めて。
翌年からは、元の4プール16チームというフォーマットに戻ったが、各チームが同試合数の6試合を行う方式を継続し、現在に至る。
ラグビー大国のニュージーランドが国内大会優勝チームに出場権を与えるほど、単独の高校チームの世界大会として注目され、これまでの参加選手数は約13,000人。うち145人が後に各国代表となった。2019年ラグビーワールドカップ日本大会には26人の選手が出場した。
各式典では、スコットランド・エディンバラ市のジョージワトソンズカレッジパイプス&ドラムズのバグパイプ演奏が定番である。
2018年大会から、各チームから推薦された選手で構成される合同チームのエキシビションマッチが評判となっている。
また、本大会出場権をかけ、毎年1月はじめに国内16校によるサニックスワールドラグビーユース交流大会予選会が行われる。全大会に出場できなかった全国の上位校が集まり、順位決定トーナメント方式で4試合を行う。1月1日から5日まで全国大会の裏で行われているので、いつからか「裏花園」と呼ばれている。それに対し、主催者は「表サニックス」と言い張っている。

### サニックス杯国際ユースサッカー大会
高校生年代の国際サッカー大会。2003年より毎年3月中旬〜下旬ごろに国内外16チームが参加して行われる。
国内からU-17日本代表かU-16日本代表（年によって、どちらかが2016年まで参加していた）をはじめ、クラブユースチームや国内高校会で上位のチームが出場し、後に代表選手となった当大会参加者も少なくない。
海外出場チームで、オーストラリア・ブルガリア・中華人民共和国・大韓民国・マレーシア・ニュージーランド・タイ王国・ウズベキスタンおよびベトナムのU-16/U-17代表や、ACミランユース、FCインテルユ―ス、AFCアヤックスユース、ワトフォーFCユース、杭州緑城ユースと江蘇蘇寧ユースなどが数えられる。
2007年は、国内チームのみで開催。
2010年から2018年まで、アジアサッカー連盟より若手レフェリーの派遣があった。
2013年より、女子競技の「SANIX杯校女子サッカー大会」も国内8チームで、3月末に開催されている。初回大会のみ、4チームで男子競技期間中に開催。

### サニックスCup国際新体操団体選手権
U-15団体競技の国際新体操大会。
2003年10月に、新体操の普及を図る目的で、キッズ・チャイルド・ジュニアの年齢カテゴリーで、国内チームのみの出場で始まった。
大会前身である「新体操フレンドシップ演技会」（2001年12月開催）と「グローバルアリーナ新体操フェスティバル」（2002年11月開催）より、ブルガリア共和国の名門、レフスキー新体操クラブの選手が模範演技披露と新体操セミナーで参加。
2006年の第4大会から毎年11月に開催され、2012年の第10回開催を記念して、海外のジュニア団体の出場も認められ、国際大会になる。
2014年 - 2019年大会では、6カテゴリーで実施され（双葉キッズ、三つ葉キッズ、小学生低学年、小学生高学年、チャイルドとジュニア）、計100チームを超える規模まで成長した。
海外からは、アゼルバイジャン・ブルガリア・カザフスタン・リトアニア・タイ・タタールスタンおよびトルコのジュニア代表チームをはじめ、オーストラリア・中国・韓国・マレーシア・ロシアと台湾のクラブ及び学校チームの参加あり。

### サニックス旗福岡国際中学生柔道大会
中学生柔道団体戦の国際大会。
2003年より毎年12月末に、日本全国及び海外の中学生チームの出場で開催。男女別、点取り団体戦のみ。
第9回大会までは男子の競技だけが行われ、男チームへの女子選手の編入が認められていた。
第10回記念大会以降は、女子チームでの競技もスタート。
大会前に2日間の海外チームトレーニングキャンプ、また国内チームテクニカルクリニックで直近国際大会のメダリストが若手選手を指導する。
大会後も2日間で錬成会が行われる。

### サニックスカップU-17国際ハンドボール交流大会
U-17男女別のハンドボール国際大会。
2008年10月より、海外2チームを含む男子6チームで始まる（3チーム×2グループ）。
2011年大会より、出場チームを12チームに増やし、海外から3チームを招待し始める（4チーム×3グループ）。
2013年大会より女子の競技もスタート（全4チームの1グループ）。
2020年現在に至るまで、韓国や台湾を始めアジア勢の他には、欧州からもフランスとドイツ、オランダのチームやカナダより男女両チームの出場が続いている。

### サニックスOpen新体操チーム選手権
14才以上の選手参加の個人と団体競技の新体操国際大会。
毎年11月に行われる「サニックスCup国際新体操団体選手権」を経験したチャイルド (U-12) やジュニア (U-15) の選手が、シニア（16才以上）になってからも、また個人競技でも活躍できる場を提供することで始まった大会。
2017年2月に、シニア選手4人から構成されるチーム対抗の個人演技でスタート（4選手×1手具）。
初回大会から、レフスキー新体操クラブ（ブルガリア）をはじめ、海外からの参加があり、2020年時点までオーストラリア・中国・韓国・カザフスタン・フィリピン・ロシアおよび台湾のチームが出場している。
2018年大会より、各チームが競い合う演技数が8演技に増えた（4選手×2手具）。
2019年より、シニア団体の競技が新設されている。

### SANIX Presents グローバルアリーナ・ブルガリアフェスティバル
ブルガリア共和国の伝統文化とスポーツの紹介や国際交流のイベント。
2001年12月に、「ブルガリアとキャンドルのクリスマス」開催のめ、ブルガリア共和国よりカザンラック民族舞踊団とレフスキー新体操クラブの選手を招待し、ブルガリアの民族舞踊と新体操の紹介イベントとして初開催。
以降、毎年の秋、週末に踊りと音楽の演奏や新体操の大会と指導で集客イベントを行い、平日は、宗像市や福岡県内の小中高等学校や福祉施設を訪問して国際交流する、というフォーマットで定着する。
2007年から、カザンラック民族舞踊団を9月、レフスキー新体操クラブを11月に、と各イベントの拡大を目指し来日時期を分けたため、「ブルガリアフェスティバル」とは、9月に行われるブルガリア伝統文化関連イベントのみを指すようになる。
また、2006年よりブルガリアの食文化紹介のため、ブルガリア料理レストランを期間限定で開店し、2007年から世界各国の出店料理が並ぶ「世界の味横丁」の新設によって、「ブルガリアフェスティバル」から「ワールドフェスティバル」へと発展していく。
2004年に初めてカザンラック民族舞踊団が宗像ユリックスで行ったホール公演が恒例の行事となり、大分市と宮崎県綾町、福山市など県外で巡業することにつながる。
2014年から夜のイベント「前夜祭」を始め、2016年からそのフィナーレを花火が飾る。

## 沿革
- 2024年7月、前社長近藤勇から新社長百﨑順二への社長交代が行われました。

## 施設概要

### スポーツ施設
- サニックスグローバルアリーナスタジアム：1万人収容。ナイター4基。天然芝120m×70m。サッカー・ラグビーなどの各種公式戦対応。[5]
- 陸上競技場：6レーンの全天候型トラック。天然芝フィールド（100×70 [m]）を兼備。陸上競技のほか、球技用のグラウンドとしても利用できる。
- 人工芝グラウンド：3面（120×70 [m]が2面、110×70 [m]が1面）
- クレーグラウンド：1面（110×70 [m]、土）
- フットサルコート：2面（砂入り人工芝）。テニスコートとしても併用。
- アウトドアテニスコート：ハードコート8面、砂入り人工芝コート2面（上記フットサルコートと重複）。ハードコートのセンターコートは、1300人収容スタンド付き。
- インドアテニスコート：砂入り人工芝3面。
- 体育館：各種インドアスポーツの練習と大会が出来る。観戦スタンド216席。会議室、ロッカールーム、空調設備。
- 松本安市記念道場：柔道用会場2面（225畳）。剣道用会場2面（9×9 [m]）。
- トレーニングジム：最新のマシンやフリーウェイト器具。専属スタッフによる指導可。
- 多目的室：トレーニングジム2階のダンススタジオで各種レッスン開催。会議室としても利用可（300名収容）。
- ジョギングコース：ゴムチップ舗装。1周600 mのショートコース。1周2 kmのロングコース。
- クロスカントリーコース：周囲の山の起伏を利用した森林を走る約30分コース。

### 宿泊施設
- クラブハウス：デラックスツイン1室・ツイン17室、大浴場・中浴場、コインランドリー、ロッカールーム。
- ロッジA棟：デラックスツイン1室・ツイン18室・シングル8室、ミーティングルーム（30名収容）。
- ロッジB - H棟：ツイン1室・大部屋6室（20名収容×4室、24名収容×1室、16名収容×1室）、シャワールーム・洗面所、ミーティングルーム2室（各60名収容）。
- フェローシップ・レジデンス：ファミリー用スイートルーム4棟（リビング・キッチン付き、4名収容）。

### 食事処
- 宿泊者専用食堂 No Side：毎日、日替わりメニューで3食提供。240席。
- バイキングレストランGA俱楽部：80席。ソフトドリンク付き食べ放題で、個人利用でも大型パーティーでも開催可。
- 和食さくら：小上がり40席・囲炉裏12席・個室10席・テーブル20席。お膳や一品料理・漬物コーナー。家族からサークルの食事会に最適。
- ベーカリー&カフェグリーングラス：カフェ60席。各種パンとクッキー、サンドウィッチとランチプレートの提供。
- ガーデンハウス：屋根付きBBQコーナー（150名対応可）。食べ放題をはじめ各プランあり。具材持込利用も可。
- ショップ楡の森：スポーツウエアと雑貨、お土産や宿泊用品、スナックとドリンクも備え兼ねた売店。

### その他
- 会議室：中会議室（クラブハウス2階、120名収容）、コニファーホール（クラブハウス2階、30名）。要予約。
- ミーティングルーム：ロッジAに1室（30名収容）。ロッジB-Hの1階・2階に1室ずつ、計44室（各60名収容）。（上記「宿泊施設」で記載のミーティングルームと重複）
- 応接室：クラブハウス1階と2階にある。各14名収容。
- ライブラリー：約5,000冊のガーデニングとスポーツの本。パソコン端末3台。閲覧席0席。
- レスティングルーム：ショップ楡の森2階。テーブル・椅子の80席。自動販売機コーナーあり。
- イングリッシュガーデン：天然芝の小中大計3面。イベントやレクリエーション、キャンプファイヤーで使用可。
- 遊具
- 駐車場：約1,000台収容。